# Койлик
Койли́к (каз. Қойлық) — село у складі Саркандського району Жетисуської області Казахстану. Адміністративний центр та єдиний населений пункт шатирбайського сільського округу.
У радянські часи село називалось Антоновка.
Населення — 2641 особа (2021; 3257 у 2009, 3501 у 1999, 4247 у 1989).